# 五虎林河
五虎林河，又称五林河，位于中华人民共和国黑龙江省东南部的一条河流，是牡丹江右岸支流，发源于林口县龙爪镇南部大楚山南麓，蜿蜒向西南流经宝林村（原宝林乡）、泉眼村、柳树镇柳毛村、朱家镇新兴村、山河村、朱家镇驻地、牡丹江市阳明区五林镇等地，于海林市柴河镇附近注入牡丹江。河流全长63千米，流域面积1840平方千米，年均径流量1.22亿立方米。五虎林河属于山溪性河流，坡陡流急。20世纪60年代以后，两岸树木被砍伐，开垦为耕地，水土流失较为严重。